# Village Park (Hawaï)
Village Park is een plaats (census-designated place) in de Amerikaanse staat Hawaï, en valt bestuurlijk gezien onder Honolulu County.

## Demografie
Bij de volkstelling in 2000 werd het aantal inwoners vastgesteld op 9625.

## Geografie
Volgens het United States Census Bureau beslaat de plaats een oppervlakte van
2,4 km². Ten zuiden grenst de plaats aan Highway 1 die via Pearl city, Halawa en de luchthaven naar Honolulu voert.

## Plaatsen in de nabije omgeving
De onderstaande figuur toont nabijgelegen plaatsen in een straal van 8 km rond Village Park.